# Det er ikke for sent
Det er ikke for sent er en dansk propagandafilm fra 1943, der er instrueret af Kaj Wedell Pape og Svend Holbæk efter manuskript af Martin A. Hansen.
Filmen blev genudsendt i en ny udgave med samme titel i oktober 1953.

## Handling
En ung mand er kommet til at skylde nogle penge væk og taber helt modet og troen på fremtiden. En ung pige og en stud. theol. hjælper ham, og for at kunne stå sig overfor de to, begynder han at spare op. Det giver ham mulighed for at købe et husmandsbrug, og ved filmens slutning vier teologen ham til den unge pige. Handlingen udspiller sig i den fiktive landsby Akselstrup.